# Чорна Середня
Чорна Середня (Чарна-Середня, пол. Czarna Średnia) — село в Польщі, у гміні Городиськ Сім'ятицького повіту Підляського воєводства. Населення — 216 осіб (2011).

## Історія
Вперше згадується у 1570 році. У 1975—1998 роках село належало до Білостоцького воєводства.

## Демографія
Демографічна структура станом на 31 березня 2011 року:
|          | Загалом | Допрацездатний вік | Працездатний вік | Постпрацездатний вік |
| -------- | ------- | ------------------ | ---------------- | -------------------- |
| Чоловіки | 110     | 11                 | 71               | 28                   |
| Жінки    | 106     | 16                 | 47               | 43                   |
| Разом    | 216     | 27                 | 118              | 71                   |

## Галерея

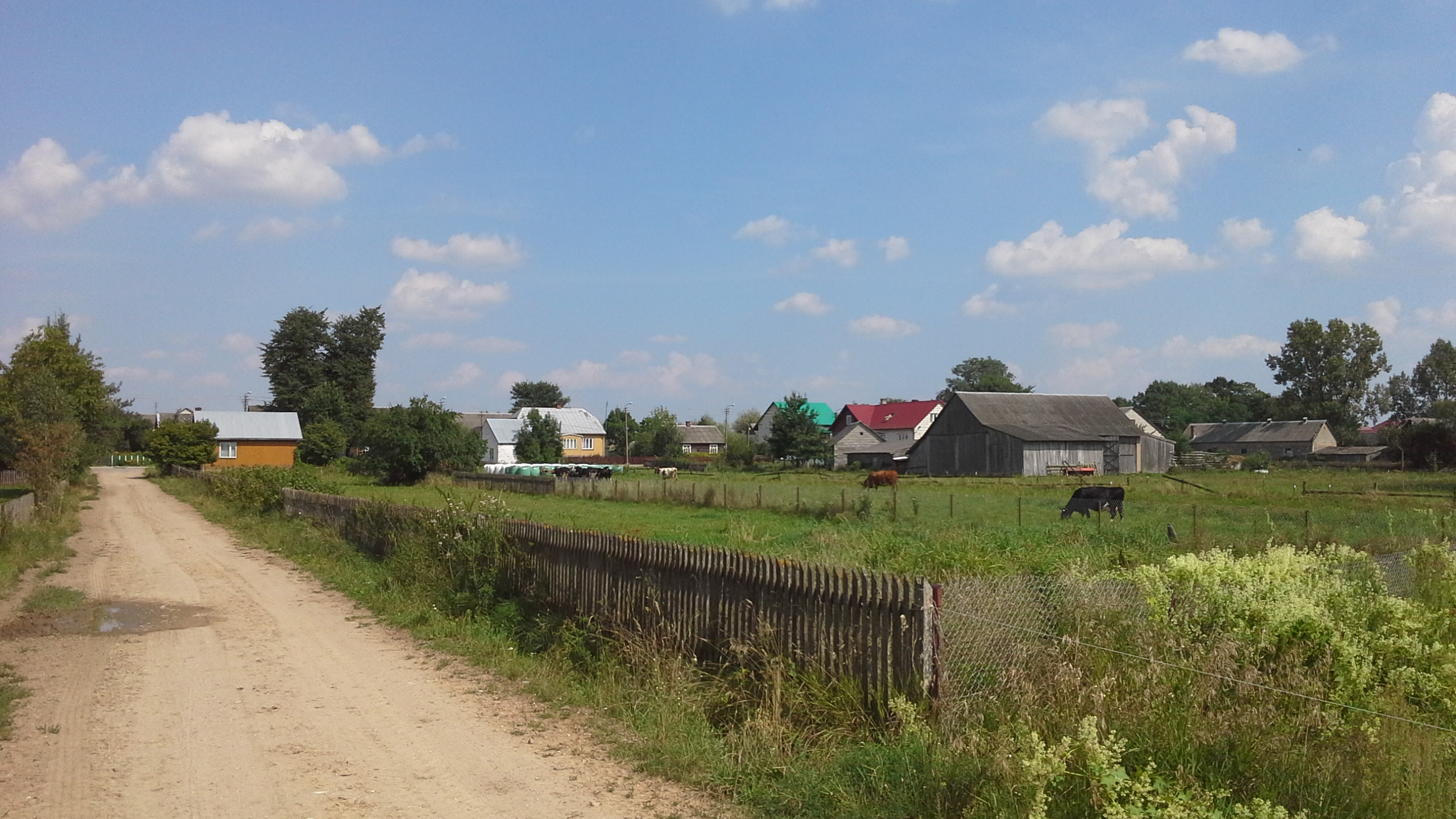
Вид на село
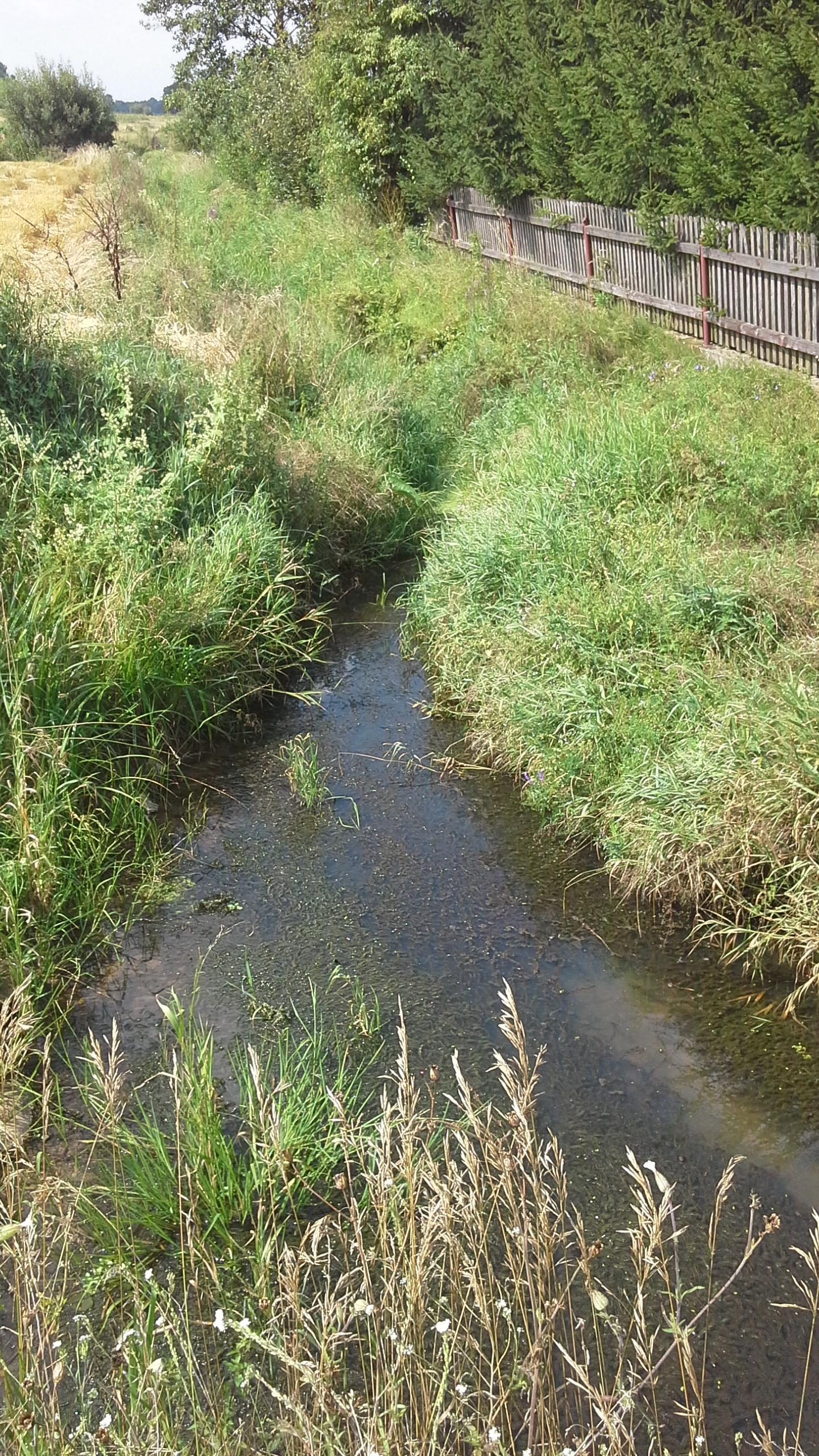
Річка Чорна[pl]